# 6020 Miyamoto
6020 Miyamoto è un asteroide della fascia principale. Scoperto nel 1991, presenta un'orbita caratterizzata da un semiasse maggiore pari a 2,2958599 UA e da un'eccentricità di 0,0951743, inclinata di 5,01701° rispetto all'eclittica.
L'asteroide è dedicato all'astronomo giapponese Yukio Miyamoto.